# Haut-Ntem
Haut-Ntem es un departamento de la provincia de Woleu-Ntem en Gabón. En octubre de 2013 presentaba una población censada de 10 838 habitantes. Su chef-lieu es Minvoul.
Se encuentra ubicado en el norte del país, en el entorno del nacimiento del río Campo y del río Ivindo. El topónimo del departamento hace referencia al curso alto del primer río, que también se llama río Ntem. La mayor parte del parque nacional de Minkébé pertenece a Haut-Ntem. El departamento es fronterizo con Camerún y con la República del Congo.

## Subdivisiones
Contiene cuatro subdivisiones de tercer nivel (población en 2013):
- Comuna de Minvoul (3719 habitantes)
- Cantón de Nord (1606 habitantes)
- Cantón de Sossolo-Ntem (2552 habitantes)
- Cantón de Sud (2961 habitantes)